# Roter Hornmohn
Der Rote Hornmohn (Glaucium corniculatum), auch Echter Hornmohn oder Glaukion, ist eine Pflanzenart aus der Gattung Hornmohn (Glaucium) innerhalb der Familie der Mohngewächse (Papaveraceae).

## Beschreibung

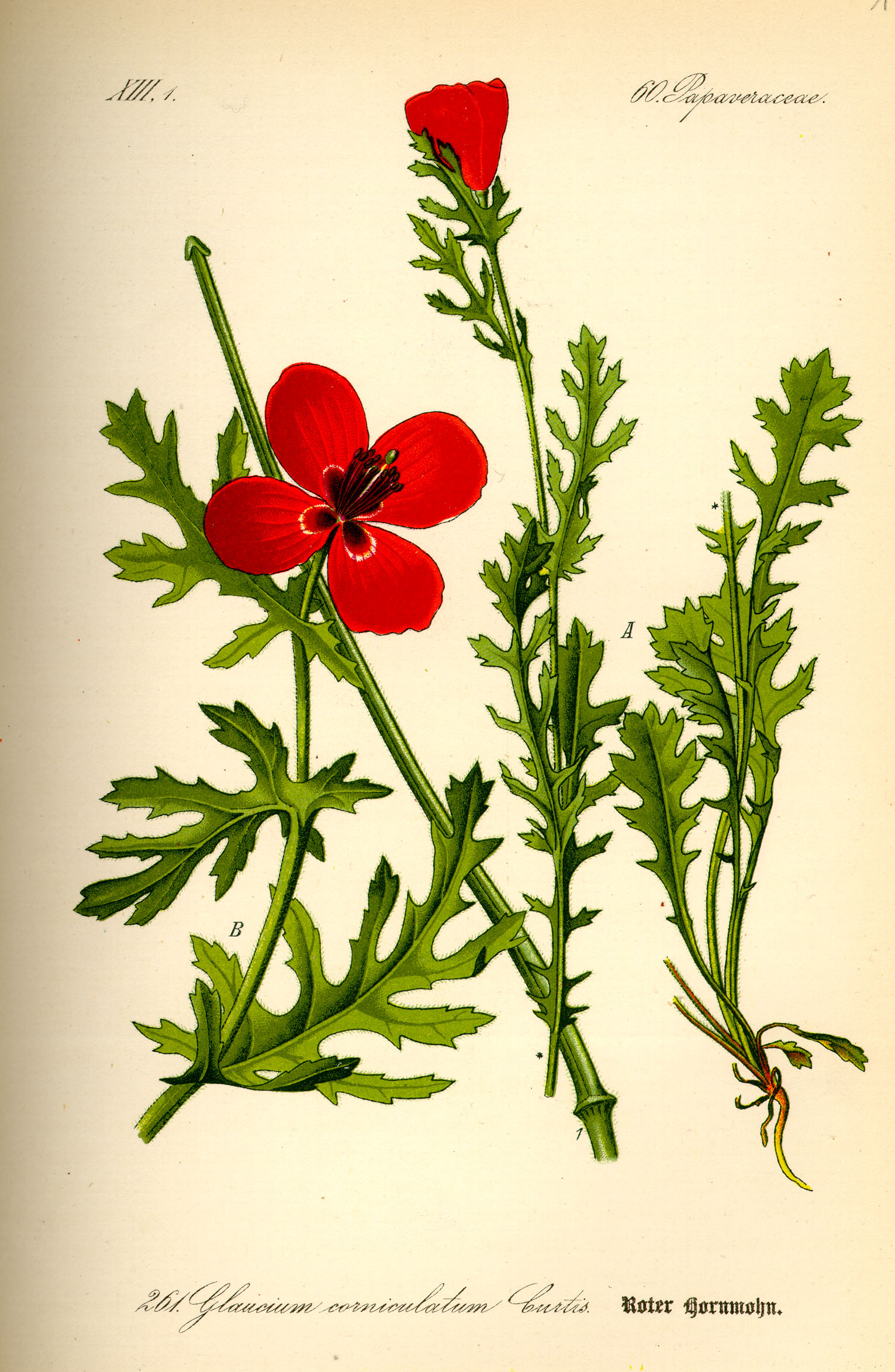
Illustration

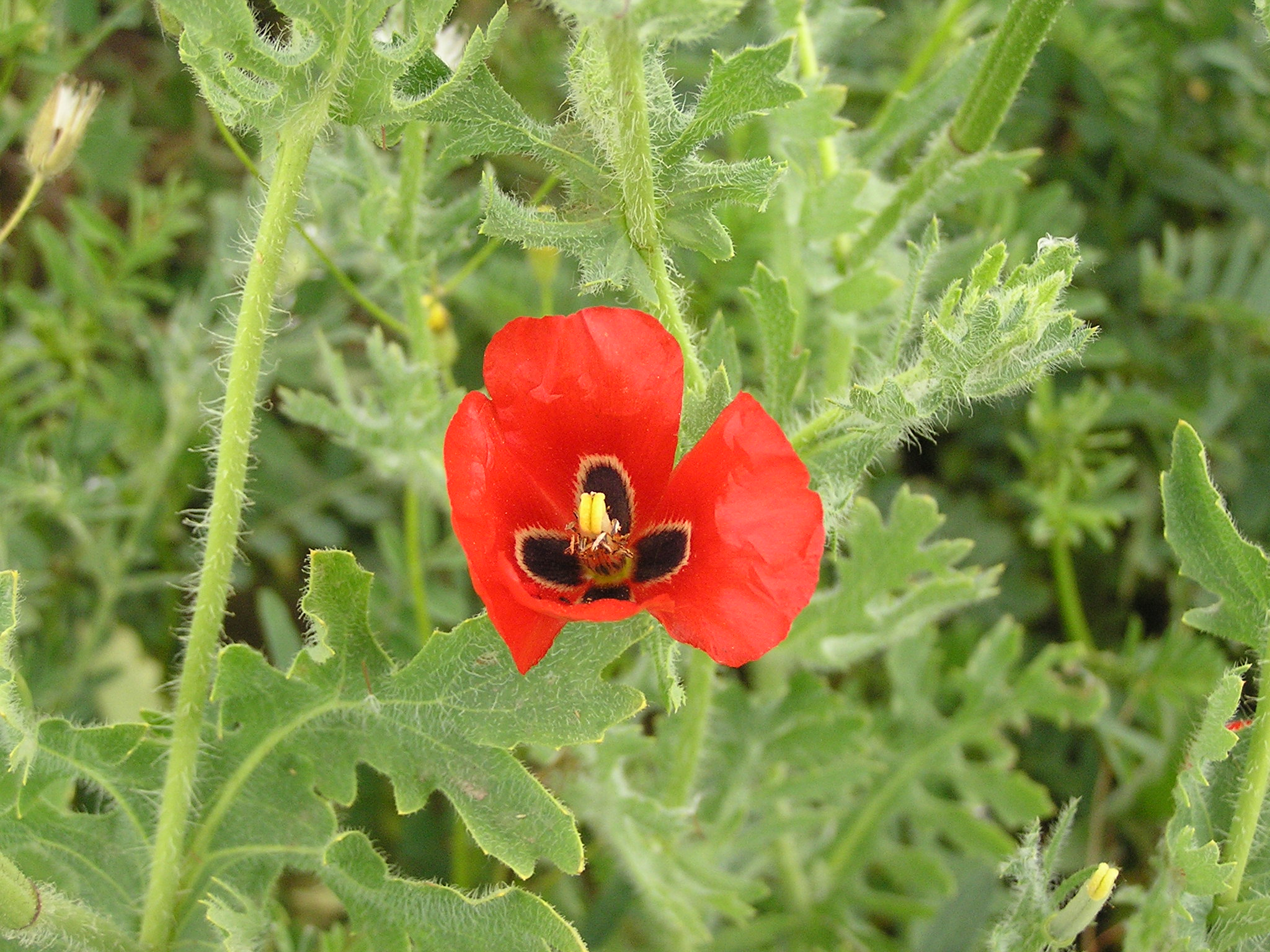
Behaarte vegetative Pflanzenteile und Blüten mit vier roten Kronblättern mit schwarzen Saftmalen

### Vegetative Merkmale
Der Rote Hornmohn ist eine meist einjährige krautige Pflanze, die Wuchshöhen von 15 bis 50 Zentimetern erreicht. Die oberirdischen Pflanzenteile sind blaugrün bereift und steifborstig behaart, daher fettglänzend. Der behaarte Stängel ist wenig verzweigt und führt einen gelben Milchsaft, der bitter schmeckt. Die Blätter sind fiederschnittig mit scharfen Blattzähnen und sind sitzend.

### Generative Merkmale
Die Blütezeit reicht von Juni bis August. Die Blüten stehen einzeln in den Blattachseln. Die zwittrigen Blüten sind bei einem Durchmesser von 4 bis 6 Zentimetern radiärsymmetrisch mit doppelter Blütenhülle. Die zwei behaarten Kelchblätter fallen beim Aufblühen ab. Die vier freien Kronblätter sind orangerot oder rot mit einem schwarzen weiß umrandeten Fleck am Grund = Saftmal. Sie sind bis 3 Zentimeter lang. Die zahlreichen Staubblätter sind gelb. Die bis 20 cm lange schmale Kapselfrucht ist zweifächrig und steif borstig behaart.
Die Chromosomengrundzahl beträgt x = 6; es liegt Diploidie mit einer Chromosomenzahl von 2n = 12 vor.

## Namensherkunft
Die Bezeichnung Glaukion, namensgebend für die Gattungsbezeichnung Glaucium, wird auf die bläulich-graugrüne Blattfarbe zurückgeführt (glaucus latinisiert aus altgriechisch γλαυκός glaukós für ‚blaugrün‘, ‚blaugrau‘, ‚graugrün‘). Allerdings findet sich auch eine Erklärung in der gelb-strahlenden Saftfärbung (da altgriechisch γλαυκός glaukós auch ‚brillant‘, ‚leuchtend‘, ‚schillernd‘ bedeutet).

## Ökologie
Beim Roten Hornmohn handelt es sich um einen Therophyten.

Chemische Struktur des Alkaloids Glaucin

## Inhaltsstoffe und Verwendung
Als Inhaltsstoffe werden die Alkaloide Glaucin, Berberin, Chelidonin, Chelerythrin und Sanguinarin genannt, die entzündungshemmend wirken. Extrakte werden medizinisch als Antitussivum (Hustenblocker) verwendet.
Aufgrund seiner kühlenden und adstringierenden Wirkung wurde ein Essigextrakt des Roten Hornmohns in der antiken Heilkunde in Tinkturen und Salben zur Behandlung von Entzündungen wie der Ohren, Haut und Augen sowie bei Ödemen verwendet. Er wurde nach Sarkokolla auch als Abführmittel eingesetzt.

## Vorkommen
Das ursprüngliche Verbreitungsgebiet des Roten Hornmohn reicht von den Kanaren und Madeira bis zur Arabischen Halbinsel, zum Iran und Kasachstan. Das Hauptverbreitung des Roten Hornmohnes liegt im Mittelmeerraum. Glaucium corniculatum ist in vielen Gebieten der Welt ein Neophyt, beispielsweise in Nordamerika und Australien.
In Mitteleuropa ist er nur eingeschleppt, und er tritt dort unbeständig vor allem auf Ödland auf, früher war er auch in „Unkrautbeständen“ in Getreideäckern zu finden. Möglicherweise ist er im östlichen Harzvorland eingebürgert, jedenfalls ist er dort immer wiedergefunden worden. Ein früheres Vorkommen im Wallis ist wahrscheinlich erloschen.
Der Rote Hornmohn gedeiht in Mitteleuropa am besten auf nährstoffreichen und wenigstens mäßig stickstoffhaltiger Böden an ausgesprochen sommerwarmen Standorten. Er kommt in Mitteleuropa vor allem im Caucalido-Adonidetum flammeae des Caucalidion-Verbands vor.
Die ökologischen Zeigerwerte nach Landolt et al. 2010 sind in der Schweiz: Feuchtezahl F = 2 (mäßig trocken), Lichtzahl L = 4 (hell), Reaktionszahl R = 4 (neutral bis basisch), Temperaturzahl T = 5 (sehr warm-kollin), Nährstoffzahl N = 4 (nährstoffreich), Kontinentalitätszahl K = 4 (subkontinental).

## Taxonomie
Die Erstveröffentlichung erfolgte 1753 unter dem Namen (Basionym) Chelidonium corniculatum durch Carl von Linné in Species Plantarum, Tomus I, S. 506. 1781 stellte Johann Heinrich Rudolph diese Art als Glaucium corniculatum (L.) Rudolph in Florae Jenensis Plantas, S. 13  in die Gattung Glaucium.